# カール・エミッヒ・ツー・ライニンゲン
カール・エミッヒ・ツー・ライニンゲン（Karl Emich Nikolaus Friedrich Hermann Prinz zu Leiningen、1952年5月18日 - ）は、ロシア皇帝を名乗る帝位請求者。皇帝としてはニコライ3世（Николай Ⅲ）。1991年まではライニンゲン侯領の侯位請求者だった。正教会洗礼名はニコライ・キリロヴィチ（ロシア語: Николай Кири́ллович, ラテン文字転写: Nikolai Kirillovich）。

## 血統
父はライニンゲン侯エミッヒ・キリル、母は最後のオルデンブルク大公世子ニコラウスの娘アイリーカ。
父方の祖母がアレクサンドル2世（最後の皇帝ニコライ2世の祖父）の孫で、亡命し帝位を名乗ったキリル・ウラジーミロヴィチの長女マリヤ・キリロヴナであり、その孫がカール・エミッヒ（ニコライ3世）である。
ロシア帝位請求者としては他に、キリル・ウラジーミロヴィチの孫であるマリヤ・ウラジーミロヴナ・ロマノヴァがいる。

## 経歴
西ドイツバイエルン州のアモールバッハに生まれた。
1984年6月8日にホーエンローエ家の系列の侯女マルガリータ・フォン・ホーエンローエ＝エーリンゲンと結婚した。この結婚で長女のツェツィーリアが生まれたが、マルガリータは1989年に自動車事故で亡くなった。
1991年5月24日、ガブリエレ・ティッセンと再婚した。ガブリエレは貴族階級出身ではないため、この結婚によってカール・エミッヒはライニンゲン侯位請求権を失い、請求権はライニンゲン家の家長位とともに、弟のアンドレアスに移った。この結婚では次女テレジアが生まれた。ガブリエレとは1998年に離婚した。
その後、イザベル・フォン・ウント・ツー・エグロフシュタイン伯爵夫人と再々婚を決め、2007年9月8日にアモールバッハで民事婚を、2008年6月7日にパッペンハイムで宗教婚を挙げた。2010年4月12日に長男エミッヒが生まれた。
カール・エミッヒはもともとプロテスタントであるルター派の信徒であったが、2013年6月1日に妻イザベルとともに正教会に改宗し、ロシア帝位継承者であることを宣言した（1906年ロシア帝国憲法では皇帝は正教会信徒でなければならないと定められている）。カール・エミッヒとイザベルは、それぞれニコライ・キリロヴィチ（Николай Кири́ллович）とエカチェリーナ・フョードロヴナ（Екатерина Фёдоровна）という正教会洗礼名を受けた。この宣言をロシア連邦君主制主義者党が支持している。
また2014年3月31日に、自身がロシア皇帝「ニコライ3世」であると正式に表明した。同年にクック諸島にあるミクロネーションの「ロシア帝国」（2017年頃よりロマノフ帝国と名乗る）皇帝として擁立された。

## 子女

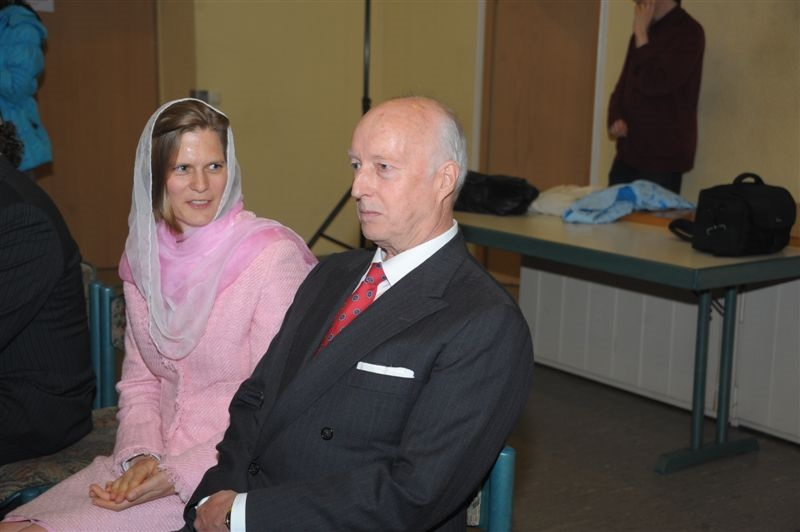
3番目の妻イザベルと（2013年）

最初の妻ホーエンローエ＝エーリンゲン侯女マルガリータとの間に1女を儲けた。
- ツェツィーリア（1988年 - ）

2番目の妻ガブリエレ・ティッセンとの間に1女を儲けた。
- テレジア（1992年 - ）

3番目の妻エグロフシュタイン伯爵夫人イザベル（エカチェリーナ・フョードロヴナ）との間に1男を儲けた。
- エミッヒ（2010年 - ）
  - ロマノフ家の家法では、イザベル夫人との婚姻は貴賤婚と看做されるため、カール・エミッヒの死後はロシア皇位継承権は弟 アンドレアス侯爵の子孫へと継承される（正教会改宗が必須）。